# 香月さやか
香月さやか（かつき さやか）はラテン系音楽のバックグラウンドを持つ日本人の女性ヴァイオリニスト。2002年より、ラテン音楽のバンドのチャカラ (Chakala) を主宰する。このバンドはヴァイオリンとフルートを中心としたチャランガという構成が特徴である。
香月さやかは1997年に桐朋学園大学を中退し、ラテン系のヴァイオリン音楽を学ぶためにキューバに留学した。同地滞在中にキューバ伝統音楽のソンの国際フェスティバルに参加。2004年にはアメリカ合衆国在住のキーボード奏者ヤニーの主宰するバンドに加わり、11月6日のライブに出演し、ライブの様子は2006年にアルバムとして発売された。2008年には操上和美監督による映画「ゼラチンシルバーLOVE」にヴァイオリニストとして出演した。ラテン系の社交ダンスの教科書的なレコードにおいて、ヴァイオリン奏者を務める。